# Wilhelm Schlumberger
Wilhelm Schlumberger (* 1800 in Mülhausen, Elsass, Erste Französische Republik; † April 1838 in Kuba) war ein Assistent und leitender Mitarbeiter des Erfinders und Ausstellers Johann Nepomuk Mälzel.
Schlumberger wuchs in einer wohlhabenden Familie im Elsass auf. Erste Erfahrungen als Geschäftsmann machte er im familieneigenen Depot in Paris. Als es geschäftlich schlechter lief, gab er Schauunterricht im Café de la Régence.
Schlumbergers Lebensunterhalt, der ausschließlich von seinem Einkommen als Schachlehrer abhängig war, war zweifellos prekär. Aus diesem Grund nahm er das Angebot von Maelzel, dem Besitzer des „Schachtürken“, an, den Schachautomaten während seiner Tournee durch Amerika für 50 Dollar im Monat plus Reisekosten zu bedienen. Während der Tournee kam es jedoch zu einigen Vorfällen, die beinahe das Geheimnis des Automaten enthüllt hätten. In Baltimore sahen zwei Jungen, die sich auf einem Dach versteckt hatten, die Gestalt Schlumbergers aus der Maschine kommen. Am Freitag, dem 1. Juni 1827, erschien in der Baltimore Gazette ein Artikel mit dem Titel „Der Schachspieler entdeckt“, der die Angelegenheit aufdeckte. Edgar Allan Poe verfasste 1836 unter dem Titel Maelzels Schachspieler eine Analyse des angeblichen Automaten.

„Es gibt einen Mann namens Schlumberger, der ihn überallhin begleitet, aber offensichtlich keinen anderen Beruf ausübt, als ihm beim Ein- und Auspacken des Automaten zu helfen. Dieser Mann ist etwa mittelgroß und hat bemerkenswert gebeugte Schultern. Ob er vorgibt, Schach zu spielen oder nicht, wissen wir nicht. Es ist jedoch ganz sicher, dass er während der Ausstellung des Schachspielers nie zu sehen ist, obwohl er kurz vor und kurz nach der Ausstellung häufig zu sehen ist. Darüber hinaus besuchte Maelzel vor einigen Jahren Richmond mit seinen Automaten und stellte sie, wie wir glauben, in dem Haus aus, das heute von M. Bossieux als Tanzakademie genutzt wird. Schlumberger wurde plötzlich krank und während seiner Krankheit gab es keine Ausstellung des Schachspielers. Diese Tatsachen sind vielen unserer Bürger wohlbekannt. Der Grund für die Aussetzung der Aufführungen des Schachspielers war nicht die Krankheit von Schlumberger. Die Schlussfolgerungen aus all dem überlassen wir ohne weiteren Kommentar dem Leser.“

Am 9. November 1837 segelten Schlumberger und Maelzel nach Havanna auf Kuba. Dort erkrankte Schlumberger an Gelbfieber und starb im Februar 1838.